# Fame (песня Айрин Кары)
«Fame» — песня американской певицы Айрин Кары из кинофильма 1980 года «Слава» с её участием.
Вошла в альбом с саундтреком к этому фильму, а также была издана отдельным синглом. (Это был первый сингл с песней из того кинофильма, следующим стал «Out Here on My Own».)
В США песня достигла 4 места в «Горячей сотне» журнала «Билборд». В Великобритании же сингл с ней побывал на 1 месте (в национальном сингловом чарте).